# Союз-10
«Союз-10» — пилотируемый космический корабль серии «Союз», запущен 23 апреля 1971 года с космодрома Байконур.
Цель полёта — стыковка с первой в мире советской орбитальной станцией «Салют-1» и доставка экипажа первой экспедиции на орбитальную станцию.

## Экипаж
Основной экипаж
- Командир: Шаталов Владимир Александрович (3-й космический полёт)
- Бортинженер: Елисеев Алексей Станиславович (3-й космический полёт)
- Инженер-исследователь: Рукавишников Николай Николаевич (1-й космический полёт)

Дублирующий экипаж
- Командир: Леонов Алексей Архипович
- Бортинженер: Кубасов Валерий Николаевич
- Инженер-исследователь: Колодин Петр Иванович

Резервный экипаж
- Командир: Добровольский Георгий Тимофеевич
- Бортинженер: Волков Владислав Николаевич
- Инженер-исследователь: Пацаев Виктор Иванович

## История полёта

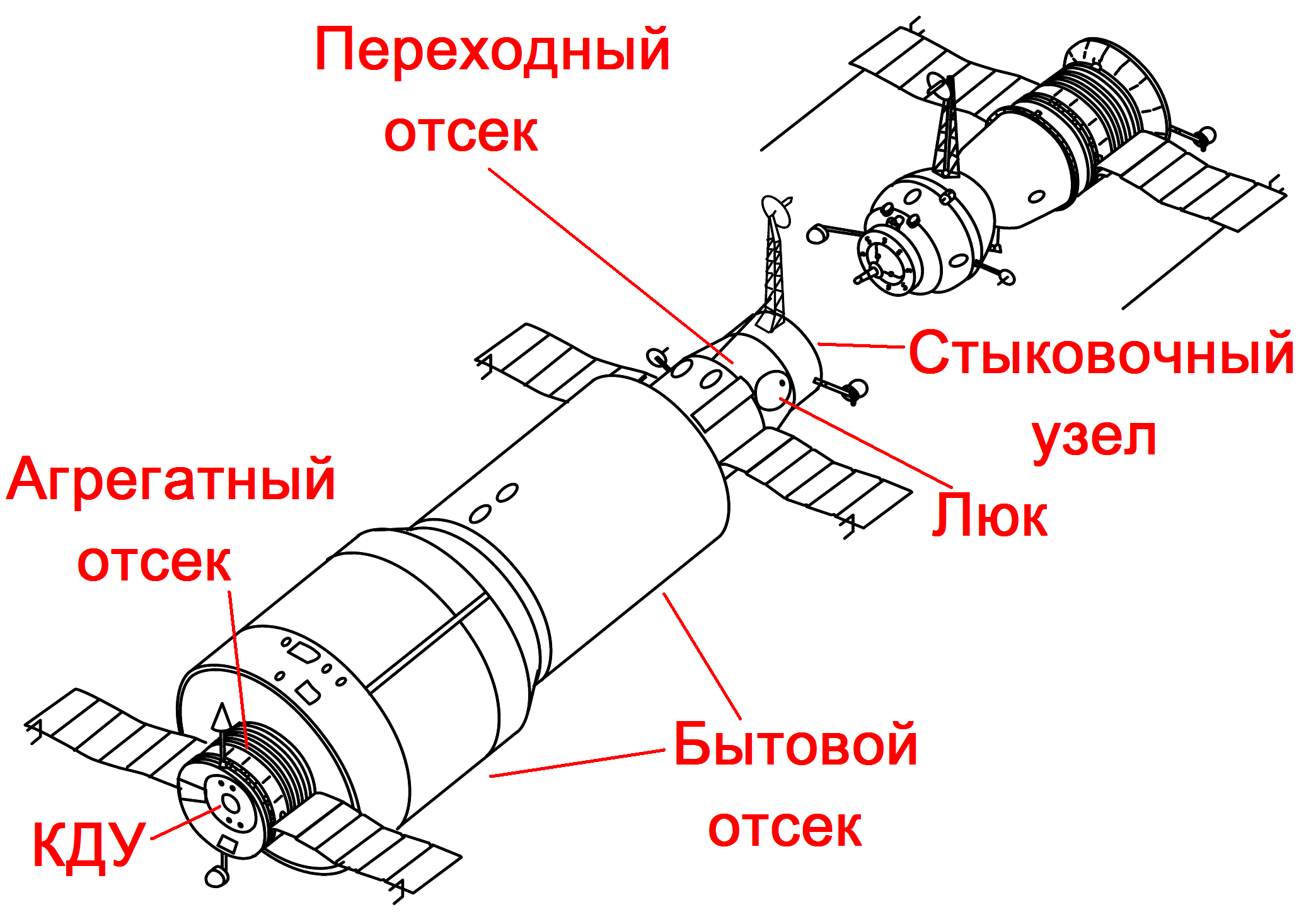
Схематичное изображение станции «Салют-1» и корабля «Союз»

Старт космического корабля и сближение с орбитальной станцией прошли успешно. 
Несмотря на то, что космический корабль «Союз-10» причалил к станции «Салют-1», экипаж не смог перейти на борт станции из-за проблем со стыковочным узлом. 
Согласно мемуарам Бориса Чертока, причиной неудачи стала ошибка, допущенная в системе управления: после касания и захвата пассивным стыковочным узлом станции штыря стыковочного узла корабля система коррекции не была отключена. Касание было воспринято системой управления как возникшее возмущение, которое она попыталась скомпенсировать включением корректирующих двигателей. В результате корабль «Союз-10», сцепленный, но ещё не стянутый со станцией «Салют-1», под действием двигателей коррекции сильно отклонился сначала в одну сторону, затем в другую, превысив допустимые для стыковочного узла углы отклонения, что вызвало поломку стыковочного узла корабля «Союз-10». Было израсходовано много рабочего тела системы коррекции. Команда на расстыковку со стороны корабля не прошла, команда на расстыковку со стороны станции также не была выполнена. Стало понятно, что штатная расстыковка возможна только после нормального завершения стыковки. 
У космонавтов оставался резервный вариант: активировав пиропатроны, «отстрелить» стыковочный штырь от корабля «Союз» и таким образом расстыковаться с «Салютом-1». В этом случае  штырь оставался в стыковочном узле «Салюта» и другой корабль уже не имел возможности состыковаться со станцией; дальнейшая эксплуатация орбитальной станции становилась невозможной — «Салют-1» был бы потерян. 
На Земле было найдено решение: путём установки перемычки в одном из электроприборов удалось открыть замок и освободить штырь корабля «Союз-10», осуществив расстыковку. 
24 апреля 1971 года спускаемый аппарат «Союз-10» произвёл первую в мире ночную посадку на земную поверхность.
По результатам полёта стыковочный узел и система управления космического корабля «Союз-11» были доработаны.